# الفيتناميون في فنلندا
يشكل الفيتناميون في فنلندا إحدى أكبر المجموعات الشرق آسيوية في البلاد. وحسب الإحصائيات الفنلندية لسنة 2017، يقطن في فنلندا 12051 فيتنامي، من بينهم 9872 يتحدثون الفيتنامية كلغة أم. 8012 شخصا منهم ولدوا في فيتنام ثم انتقلوا إلى فنلندا، و2409 من هؤلاء تحصلوا على الجنسية الفنلندية.